# Acraea bonasia
Acraea bonasia är en fjärilsart som beskrevs av Fabricius 1775. Acraea bonasia ingår i släktet Acraea och familjen praktfjärilar. Inga underarter finns listade i Catalogue of Life.

## Bildgalleri

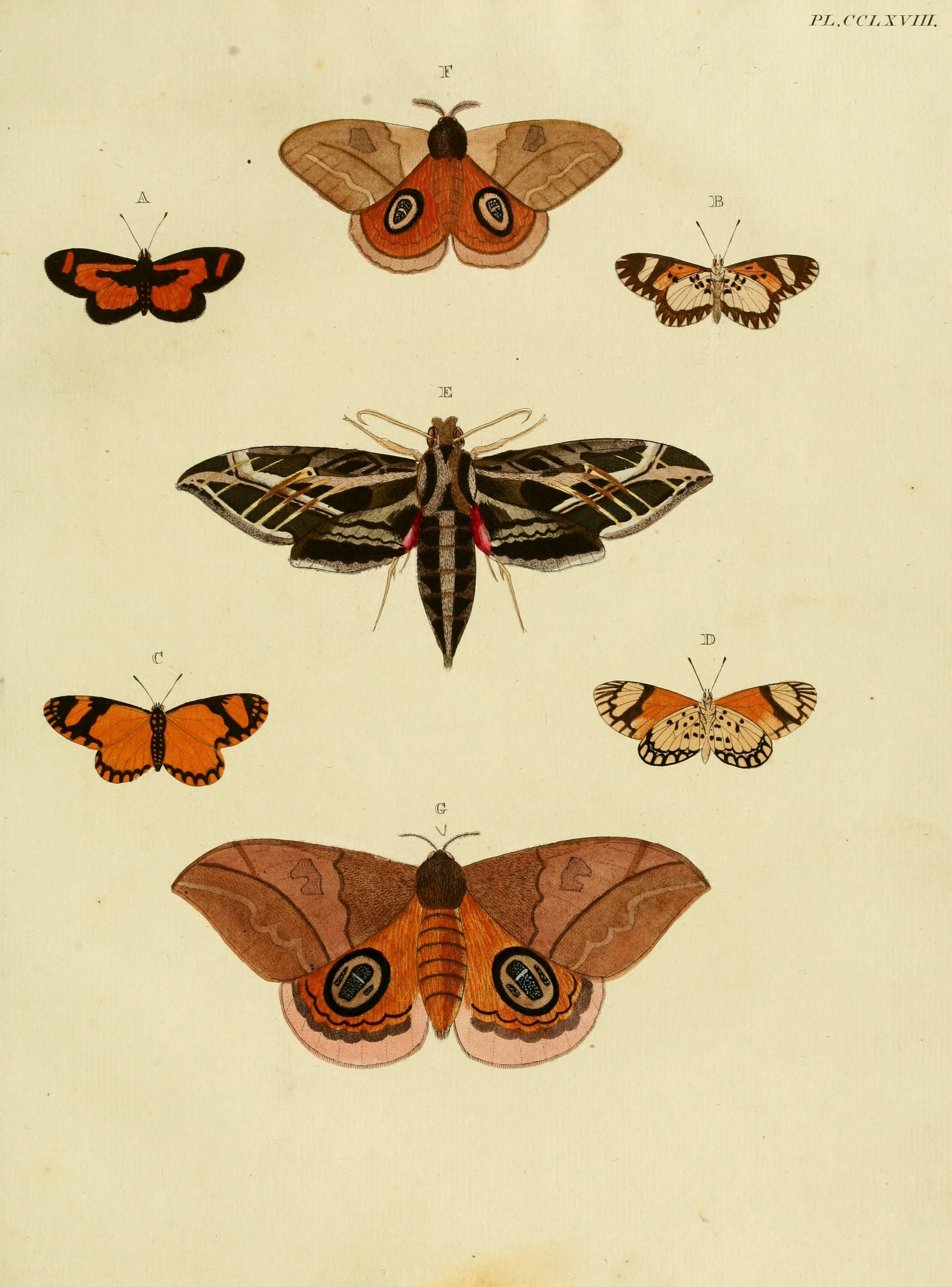